# Herhout
Herhout is een kern in de deelgemeente Tollembeek in het Vlaams-Brabantse Pajottenland. Vanaf 1958 kon het plaatsje beschikken over een eigen kerk en ook heeft het een school en een eigen verenigingsleven.

## Kerk
Vanaf 1945 werden inspanningen verricht om vanuit Tollembeek een nieuwe parochie te stichten, en in 1947 kreeg pastoor Lombaerts de opdracht om deze wens te verwerkelijken. Vervolgens werden activiteiten georganiseerd om geld voor een kerkje in te zamelen. In 1957 werd de bouwgrond aangekocht en werd Jan Pornel kapelaan. Deze was missionaris in Guatemala geweest hij wist de bouw enorm te stimuleren. Samen met vrijwilligers goot hij de betonnen blokken en in 1958 werd het kerkje, de Onze-Lieve-Vrouwekapel, ingewijd met de kerstnachtdienst.
Het betreft een sober kerkje, vervaardigd van betonblokken, onder zadeldak met een iets lagere ingangspartij en een klokkentorentje op het dak.

## Natuur en landschap
Herhout ligt op een hoogte van 64-80 meter.

## Nabijgelegen kernen
Bever, Edingen, Tollembeek, Galmaarden, Viane
Galmaarden, Tollembeek, Herne, Sint-Pieters-Kapelle